# Les noces de Canà (Veronese)
|  | Per a altres significats, vegeu «Noces de Canà». |

Les noces de Canà (Nozze di Cana) és una pintura de Paolo Caliari, anomenat el Veronese, exposada al Museu del Louvre de París. S'hi mostra la història bíblica de la conversió de l'aigua en vi durant la infància de Jesús de Natzaret. Es tracta d'una obra emmarcada entre els estils del Renaixement i del Manierisme. Amb unes dimensions de 990 × 666 cm és l'obra més gran exposada al Louvre.

## Història
Aquest quadre fou encarregat el 6 de juny de 1562 per al refectori del convent benedictí de San Giorgio, a Venècia, un espai projectat per Palladio. Segons el contracte, Veronese, que aleshores tenia trenta-quatre anys, havia de rebre 324 ducats, més manutenció i una bóta de vi.
Veronese va necessitar quinze mesos per a pintar l'obra, durant els quals probablement va ser ajudat pel seu germà, Benedetto Caliari. La va lliurar al monestir el setembre de 1563, on es va conservar penjada a uns dos metres i mig de terra durant 235 anys, la qual cosa dona idea de les dimensions de l'edifici.
L'any 1797 l'obra va ser part de l'espoli napoleònic de la República de Venècia durant la Campanya d'Itàlia de 1797 de les Guerres Napoleòniques i enviat a París. El gran llenç va ser desmuntat de la paret l'11 de setembre d'aquell mateix any, tallat en set peces per permetre el seu transport, i tornat a muntar a París.
Està exposat al primer pis del Museu del Louvre des de 1798. Quan Antonio Canova, el cèlebre escultor, va negociar recuperar totes les obres d'art italià preses per Napoleó, va deixar Les noces de Canà a França, convençut per Vivant Denon de la gran fragilitat del llenç. A canvi, varen oferir a Itàlia una obra de Charles Le Brun.
Durant la Segona Guerra Mundial el quadre va ser traslladat al sud de França per protegir-lo, fent evident que no era impossible el seu desplaçament. Després de la guerra, però, va tornar a París malmès pel transport. Entre 1990 i 1992 se'n va fer una restauració que va tenir força ressò als mitjans de comunicació: part del llenç es desfeia i els treballs es van retardar. També es va descobrir que l'abric d'un dels personatges no era l'inicial. Finalment, hi va haver un moviment d'opinió a favor de retornar-lo al monestir venecià d'on procedia. Aquesta petició va tenir el suport, entre d'altres, de l'advocat Arno Klarsfeld i la model Carla Bruni.